# Franklin County, Iowa
Franklin County är ett administrativt område i delstaten Iowa, USA, med 10 704 invånare. Den administrativa huvudorten (county seat) är Hampton.

## Geografi
Enligt United States Census Bureau så har countyt en total area på 1 510 km². 1 509 km² av den arean är land och 1 km² är vatten.  

### Angränsande countyn
- Cerro Gordo County - nord
- Butler County - öst
- Hardin County - syd
- Wright County - väst